# Modo de producción
Un modo de producción es la forma en que se organiza la actividad económica en una sociedad, es decir, la producción de bienes, servicios y su distribución.
Karl Marx entendía la capacidad de producir y la participación en relaciones sociales como dos características esenciales del ser humano, y que la forma particular de esas relaciones en la producción capitalista están en conflicto con el creciente desarrollo de las capacidades productivas humanas (en los Grundrisse).
En esta teoría se hace referencia, principalmente, a dos conceptos:
- Fuerzas productivas: incluyen la fuerza de trabajo humano y el conocimiento disponible a un nivel tecnológico dado de los medios de producción (v. g. herramientas, equipamiento, edificios, tecnologías, materiales y tierras fértiles).
- Relaciones de producción: se refieren a las relaciones sociales y técnicas, las cuales incluyen la propiedad, el poder y el control de las relaciones que gobiernan los recursos productivos de la sociedad, a veces codificados como leyes, formas de cooperación y de asociación, relaciones entre las personas y los objetos de su trabajo, y las relaciones entre las clases sociales.[3]

El término fue utilizado por primera vez en el libro —inédito en vida de los autores— La ideología alemana, de Karl Marx y Friedrich Engels.

## Significado del concepto
De acuerdo con el marxismo, la combinación de fuerzas y relaciones de producción significa que el modo en que las personas se relacionan con el mundo físico y en que se relacionan socialmente entre ellas están relacionados de manera necesaria y específica. La gente debe consumir para sobrevivir y para consumir deben producir, y eso les lleva a relacionarse de algún modo que existe independientemente de su voluntad. Marx lo explica así en el Prólogo de la Una contribución a la crítica de la economía política.
Citan la producción social de su existencia, los hombres entran en relaciones determinadas, necesarias e independientes de su voluntad, relaciones de producción que corresponden a un grado determinado de desarrollo de sus fuerzas productivas materiales. El conjunto de estas relaciones constituye la estructura económica de la sociedad, es decir, la base real sobre la cual se alza una superestructura jurídica y política y  a la cual corresponden formas determinadas de la conciencia social. En general, el modo de producción de la vida material condiciona el proceso social, político y espiritual de la vida. No es la conciencia de los hombres lo que determina su ser, sino al contrario, su ser social es el que determina su conciencia.
Para Marx el misterio de cómo y por qué existe un determinado orden social y sus cambios debe buscarse en el modo específico de producción que domina esa sociedad. Sostiene también que el modo de producción da forma al modo en que se produce la distribución, la circulación y el consumo, todo lo que constituye la esfera económica. Para entender el modo en que la riqueza es distribuida y consumida es necesario saber cómo se produce.
Un modo de producción es para Marx históricamente distinguible porque constituye una totalidad orgánica, un todo que se auto reproduce durante siglos o milenios más o menos en las mismas condiciones iniciales. Realizando una determinada forma de plustrabajo social en un determinado sistema de relaciones de propiedad las clases trabajadoras reproducen constantemente los fundamentos del orden social.
Las nuevas fuerzas productivas pueden entrar en conflicto con el modo de producción existente; Marx continúa en el prólogo citado:

Al llegar a una determinada fase de desarrollo, las fuerzas productivas materiales de la sociedad entran en contradicción con las relaciones de producción existentes, o, lo que no es más que la expresión jurídica de esto, con las relaciones de propiedad dentro de las cuales se han desenvuelto hasta allí. De formas de desarrollo de las fuerzas  productivas, estas relaciones se convierten en trabas suyas. Y se abre así una época de revolución social. Al cambiar la base económica, se revoluciona, más o menos rápidamente, toda la inmensa superestructura erigida sobre ella.

La estructura de la sociedad, de acuerdo a esto, no depende de los deseos ni de las intenciones de los hombres, ni de las ideas ni de las teorías, ni de las formas del Estado ni del Derecho. El carácter y la estructura de toda sociedad se hallan determinados por el modo de producción imperante. Al cambiar este modo de producción, cambia también todo el régimen social, cambian las ideas políticas, jurídicas, religiosas, artísticas, filosóficas y cambian las instituciones correspondientes. El cambio de modo de producción constituye una revolución.
El modo capitalista de producción, basado en la propiedad privada sobre los medios de producción, determina la división de la sociedad esencialmente en dos clases antagónicas, el proletariado y la burguesía, en la que esta detenta la propiedad sobre los medios de producción y el control de las relaciones sociales. Todas estas, incluyendo las concepciones políticas, jurídicas, religiosas o artísticas, así como las instituciones sociales, políticas, jurídicas y de otro tipo, se hallan condicionadas, para el marxismo, por el modo de producción capitalista.

## Modos de producción en la teoría marxista
Marx utilizó para sus análisis diversos modos de producción, y la literatura marxista suele reducirlos a modo de esquema, la siguiente sucesión de modos de producción a través de la historia de la humanidad:
- Comunismo primitivo, también denominado como Modo de producción cazador-recolector.
- Modo de producción asiático
- Modo de producción esclavista
- Modo de producción feudal
- Modo de producción capitalista
- Modo de producción socialista

Además de estos modos de producción que pueden ser definidos, también existe la controversia entre otros modos de producción.